# 悲 (仏教)
悲（ひ、巴: 梵: karuṇā [カルナー], 蔵: snying rje [ニンジェ], 英: compassion）とは、仏教の概念で人々（生きとし生けるもの）に苦しみをともにする同感（同情・共感）の心を持つこと。また、それらの苦痛を取り除いてあげたいという心を持つこと。「抜苦与楽」の「抜苦」に相当する。
四無量心（四梵住）としてまとめられる4つの徳目「慈・悲・喜・捨」（じ・ひ・き・しゃ）の2つ目。

## 慈愛の瞑想
上座部仏教（テーラワーダ仏教）圏では、ウィパッサナー瞑想の基礎として、慈愛の瞑想（mettā bhāvanā）と呼ばれる瞑想が行われる。慈悲の瞑想とも翻訳されるように、そこには生きとし生けるものの苦しみが無くなることを願うという「悲」（karuṇā）の要素も混じっている。